# August Beer
August Beer (Tréveris, 31 de julho de 1825 — Bonn, 18 de novembro de 1863) foi um físico e matemático alemão.
Nasceu em Tréveris, Renânia-Palatinado, onde estudou matemática e ciências naturais. Trabalhou com Julius Plücker na Universidade de Bonn, onde obteve o doutorado em 1848 e depois lecionou em 1850. Em 1854 publicou o livro Einleitung in die höhere Optik. Suas descobertas, juntamente com as de Johann Heinrich Lambert, resultaram na lei de Beer-Lambert. Beer tornou-se professor de matemática da Universidade de Bonn em 1855.

## Publicações selecionadas
- Beer, August (1865). Einleitung in die Elektrostatik, die Lehre vom Magnetismus und die Elektrodynamik (em alemão). Brunsvique: Friedrich Vieweg und Sohn